# Universität von Grönland
Die Universität von Grönland (dänisch Grønlands Universitet, grönländisch Ilisimatusarfik) ist die einzige Universität Grönlands und liegt in der Hauptstadt Nuuk. Sie hat einen wissenschaftlichen Fokus auf grönländischen und arktischen sowie nordatlantischen Verhältnissen. Die Universität ist neben dem Pinngortitaleriffik und dem Perorsaanermik Ilinniarfik eines von drei grönländischen Mitgliedern der Universität der Arktis.

## Geschichte

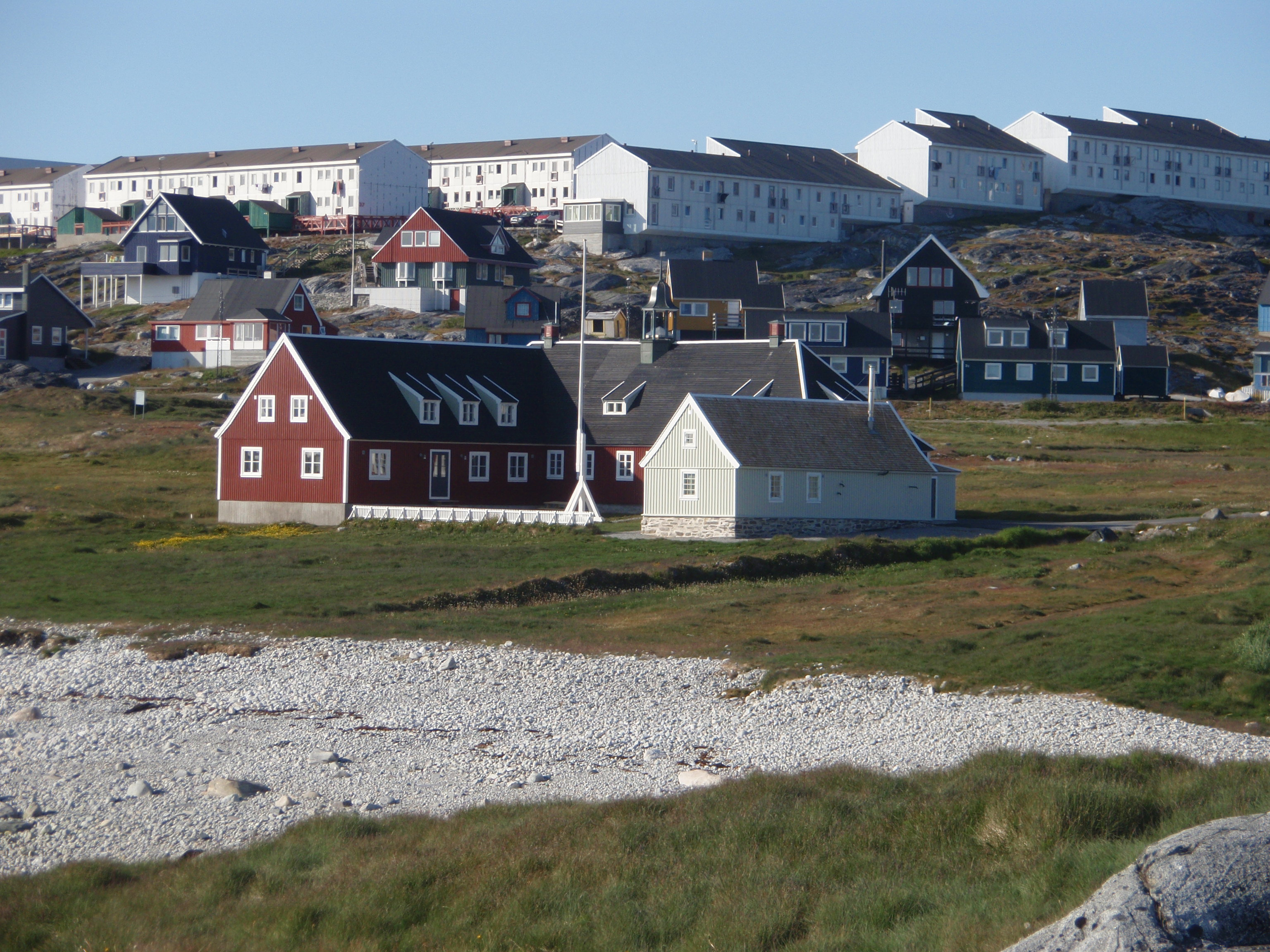
Das Herrnhuterhaus, von 1987 bis 2008 Standort der Universität von Grönland

Der Wunsch nach einem grönländischen Bildungs- und Forschungsinstitut kam erstmals 1974 in Grønlands Landsråd auf. Erst zwei Jahre nach Einführung der Hjemmestyre im Jahr 1979 wurde 1981 die Gründung eines solchen Instituts im Inatsisartut beschlossen. 1983 wurde das Inuit-Instituttet gegründet und Robert Petersen als Leiter angestellt. Im Folgejahr wurden die ersten Studierenden aufgenommen. 1987 wurde das Institut offiziell in Ilisimatusarfik (etwa „wo man forscht“ oder wörtlicher „wo man versucht Wissen zu vergrößern“) umbenannt. Am 10. September 1987 erhielt das Ilisimatusarfik sein eigenes Gebäude, nämlich das alte Missionsgebäude der Herrnhuter Brüdergemeine von Neu-Herrnhut. Robert Petersen wurde 1988 zum Rektor ernannt und im Folgejahr erhielt das Ilisimatusarfik zum 1. September 1989 offiziell den Status einer Universität. Am 1. Januar 2008 wurde das Ilinniarfissuaq, das seit 1845 für die Ausbildung von Katecheten und später Lehrern in Grönland zuständig ist, in die Universität eingegliedert. Im selben Jahr zog die Universität in das neu errichtete Campus Ilimmarfik um. Nachdem durch die Einführung neuer Studiengänge die Zahl der Institute auf neun gestiegen war, reduzierte eine Strukturreform 2010 die Anzahl auf drei: Ein allgemeinwissenschaftliches Institut, ein Institut für Lehramt und ein medizinisches Institut. Ersteres wurde 2015 in das Institut für Gesellschaft, Wirtschaft und Journalistik und das Institut für Kultur, Sprache und Geschichte aufgespalten.

## Organisation
Der Betrieb der Universität ist durch das am 12. Juni 2019 in seiner aktuellen Form beschlossene Gesetz Nr. 12 über das Ilisimatusarfik gesetzlich geregelt.

### Aufsichtsrat
Die Universität wird von einem Aufsichtsrat gesteuert, der aus sechs externen und fünf internen (zwei Forschervertreter, zwei Studierendenvertreter und ein Verwaltungsvertreter) Aufsichtsratsmitgliedern besteht. Dem 2020 gewählten Aufsichtsrat gehören die Vorsitzende Suzanne Møller, Karsten Mathias Høy, Svend Hardenberg, Randi Vestergaard Evaldsen, Malan Marnersdóttir, Ross Virginia, Jens-Erik Kirkegaard, Rikke Østergaard, Lars Demant-Poort, Silke Reeploeg und Johanne B. Tobiassen an.

### Leitung
Die Leitung der Universität übernimmt der vom Aufsichtsrat gewählte Rektor und der stellvertretende Prorektor. Derzeitige Rektorin seit 1. Dezember 2017 ist Gitte Adler Reimer. Zur Wahrung des Mitspracherechts und der Interessenvertretung existiert ein Akademischer Rat, dem der Rektor, der Prorektor, zwei Institutsleitervertreter, drei Forschervertreter, zwei Studierendenvertreter und ein nicht stimmberechtigter Verwaltungsvertreter angehören.

### Gliederung
Mit Stand 2022 besteht das Ilisimatusarfik aus vier Instituten, die weiter in Abteilungen untergliedert sind. Jedes Institut hat einen Institutsrat und einen Institutsleiter, ebenso wie jede Abteilung einen Abteilungsleiter hat.
- Institut für Kultur, Sprache und Geschichte
  - Abteilung für Kultur- und Gesellschaftsgeschichte
  - Abteilung für Übersetzen und Dolmetschen
  - Abteilung für Sprache, Literatur und Medien
  - Abteilung für Theologie
- Institut für Lehre
  - Ilinniarfissuaq
- Institut für Gesellschaft, Wirtschaft und Journalistik
  - Abteilung für Arktische Gesellschaftswissenschaft und Wirtschaft
  - Abteilung für Journalistik
  - Abteilung für Jura
  - Abteilung für Soziale Arbeit
- Institut für Gesundheit und Natur
  - Abteilung für Gesundheit und Natur

### Finanzierung
Als öffentliche Bildungseinrichtung wird die Universität durch den jährlichen grönländischen Haushaltsplan finanziert. Darüber hinaus kann sie durch Spenden und eigenständigen wirtschaftlichen Betrieb zusätzliche finanzielle Mittel einnehmen. 2019 stand dem Ilisimatusarfik ein Budget in Höhe von 93,545 Mio. Kronen (rund 12,5 Mio. Euro) zur Verfügung, während rund 2,2 Mio. Kronen (rund 300.000 Euro) eigene Einnahmen waren.

## Studiengänge
Die Universität bietet mit Stand 2025 zwölf Bachelor- und fünf Kandidatstudiengänge (Master) sowie ein Pastoralseminar als praxisbetonte Verlängerung des Theologiestudiums an. Darüber hinaus kann auch ein Ph.D.-Studium durchgeführt werden. Üblicherweise hat jede Abteilung einen Studiengang. Folgende Studiengänge stehen zur Verfügung (Stand 2025).
- Betriebswirtschaftslehre (ab September 2025 auch als Kandidat)
- Biologie
- Gesellschaftswissenschaft (auch als Kandidat)
- Journalistik
- Jura (auch als Kandidat)
- Krankenpflege
- Kultur- und Gesellschaftsgeschichte (auch als Kandidat)
- Lehramt
- Sozialberater
- Sprache, Literatur und Medien (auch als Kandidat)
- Theologie (mit Pastoralseminar)
- Übersetzen und Dolmetschen

## Gebäude

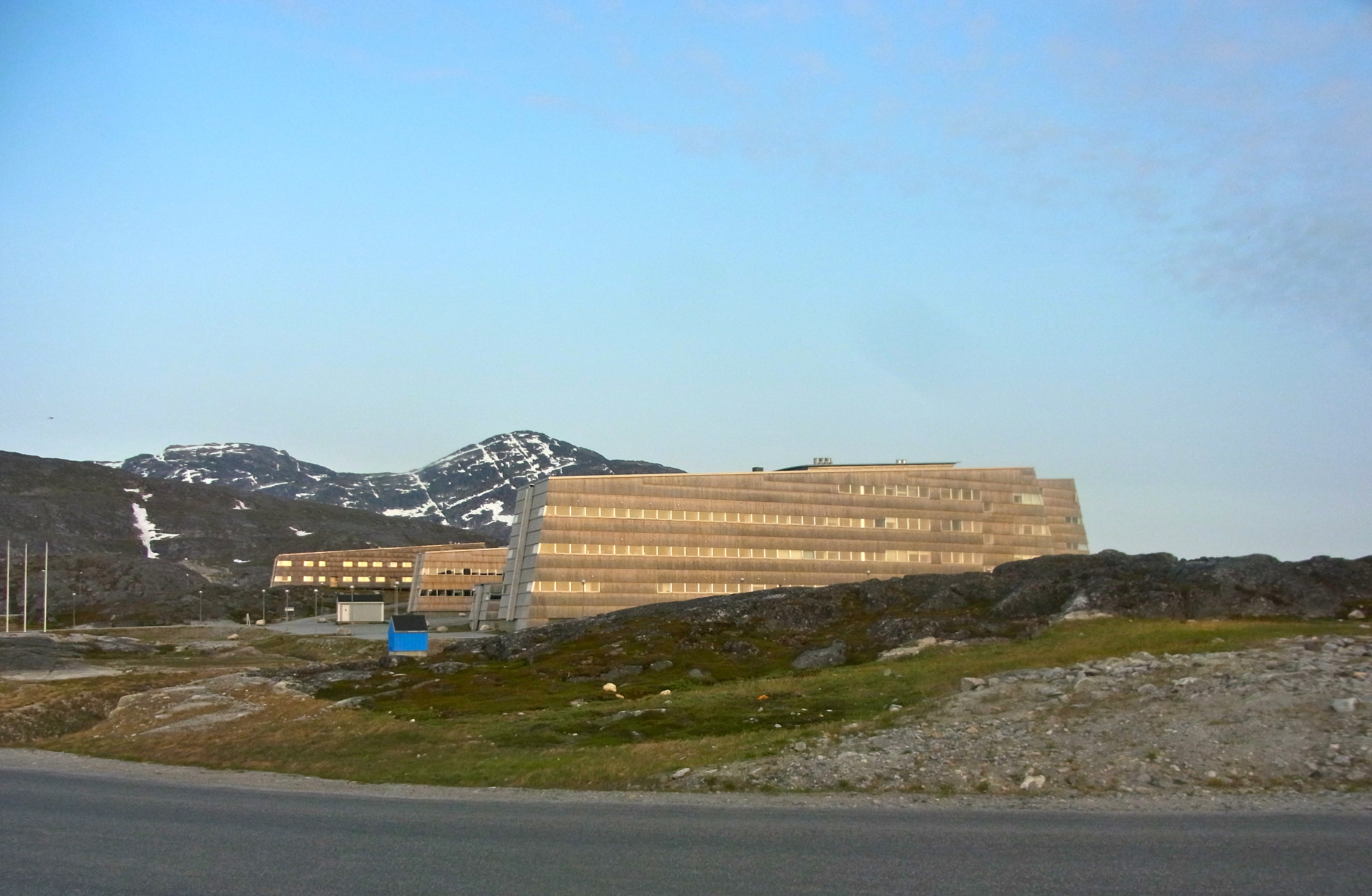
Campus der Universität von Grönland

Seit 2008 ist die Universität Teil des neuerrichteten Campus Ilimmarfik. Dieses teilt sie sich mit der grönländischen Nationalbibliothek Groenlandica, die ein Teil der Landesbibliothek Nunatta Atuagaateqarfia ist, sowie mit dem grönländischen Landesarchiv, das ein Teil des NKA ist.

## Rektoren
Folgende Personen waren im Laufe der Geschichte als Rektoren der Universität tätig:
- 1989–1995: Robert Petersen (ab 1983 als Leiter)
- 1995–1999: Claus Andreasen
- 1999–2007: Ole Marquardt
- 2008: Aage Rydstrøm-Poulsen
- 2009–2017: Tine Pars
- seit 2017: Gitte Adler Reimer

## Ehrendoktoren
Forscher und andere, die einen besonders bedeutenden wissenschaftlichen oder gesellschaftlichen Einsatz, vor allem für das Ilisimatusarfik oder Grönland geleistet haben, können mit dem Ehrendoktorgrad der Universität ausgezeichnet werden. Folgende Personen haben bisher den Ehrendoktorgrad erhalten:
- Robert Petersen (1928–2021), grönländischer Eskimologe, Dialektologe, Anthropologe, Hochschullehrer und Universitätsrektor
- Michael Hauser (1930–2016), dänischer Musikethnologe
- Henrik Wilhjelm (* 1935), dänischer Pastor, Hochschullehrer und Autor
- Finn Lynge (1933–2014), grönländischer Politiker (Siumut), Pastor, Schriftsteller und Intendant
- Christian Berthelsen (1916–2015), grönländischer Lehrer, Schulinspektor, Schuldirektor, Autor und Übersetzer
- Gert Mulvad, dänischer Mediziner
- Inge Kleivan (* 1931), dänische Eskimologin
- Jakob Janussen (1941–2023), grönländischer Beamter und Politikwissenschaftler
- Sofie Petersen (* 1955), grönländische evangelisch-lutherische Geistliche
- Aqqaluk Lynge (* 1947), grönländischer Politiker (Inuit Ataqatigiit), Schriftsteller, Regisseur und Journalist
- Carl Christian Olsen (* 1943), grönländischer Sprachwissenschaftler, Hochschullehrer und Menschenrechtler
- Marianne Stenbæk (* 1940), dänisch-kanadische Kulturwissenschaftlerin und Journalistin
- Minik Rosing (* 1957), grönländischer Geologe